# Melanephia
Melanephia là một chi bướm đêm thuộc họ Erebidae.